# Disseny d'aprenentatge
Per disseny d'aprenentatge o learning design (LD), o també disseny instruccional, es poden entendre dos conceptes:
- La disciplina educativa que cal aplicar per a convertir un conjunt de principis instruccionals o didàctics en un entorn d'aprenentatge.[1] Aquesta concepció més disciplinària és la més pròxima a les ciències de l'educació.

- L'artefacte digital resultant d'aplicar la disciplina del disseny instruccional, escrit en un llenguatge formal i preparat per a reproduir-lo o executar-lo en un ordinador. Aquesta segona concepció és més pròxima a la ciència informàtica, però s'ha de fonamentar sempre en la concepció educativa anterior.

## El disseny d'aprenentatge en educació
En l'accepció disciplinària, el disseny d'aprenentatge o disseny instruccional és un procés de reflexió pel qual els dissenyadors dels processos formatius (per exemple, professors, pedagogs i tutors) converteixen els principis d'aprenentatge i instrucció en un entorn d'aprenentatge que faciliti l'aprenentatge dels estudiants. El propòsit fonamental del disseny d'aprenentatge és crear les condicions més òptimes perquè els estudiants assoleixin els objectius i resultats d'aprenentatge establerts.
El terme instrucció, usat en un sentit educatiu, serveix per a descriure el procés multidireccional que comporta una experiència d'aprenentatge, el qual s'ha de dissenyar. Malgrat això, segons Dijkstra (1997), moltes de les experiències d'aprenentatge són imprevistes, no intencionals i informals, i ningú no les ha organitzades amb el propòsit que l'aprenent pugui aprendre bé, de pressa i amb un objectiu ben definit. No obstant això, la instrucció ha de ser una disciplina orientada a facilitar de manera intencional les experiències d'aprenentatge per a assolir uns objectius formatius ben identificats.
Una experiència d'aprenentatge (anomenada també escenari d'aprenentatge, pla instructiu, procés d'ensenyament-aprenentatge o projecte educatiu) comporta l'ús d'un sistema d'instrucció (això és, mètodes i tècniques didàctics, activitats i recursos d'aprenentatge, procediments i instruments d'avaluació, etc.) per a assolir uns objectius d'aprenentatge (en forma de coneixement, destreses, habilitats o competències).
Per a construir una experiència d'aprenentatge cal dissenyar la instrucció. La teoria del disseny instruccional de Reigeluth (1983) vol dissenyar de manera explícita el procés pel qual les persones aprenen. El disseny instruccional es pot definir com un intent de relacionar esdeveniments específics (activitats d'aprenentatge) amb els resultats que s'espera que obtindran els aprenents (objectius d'aprenentatge) havent acabat les activitats del procés.
La teoria del disseny instruccional orienta l'elecció dels mitjans necessaris perquè s'assoleixin les metes d'aprenentatge, identifica els mètodes didàctics i dissenya els instruments d'avaluació per demostrar que s'han assolit les metes. Per tant, el disseny instruccional s'entén com l'aplicació de diverses teories de l'aprenentatge i de la instrucció al disseny de recursos, mètodes i instruments d'avaluació dirigits a assolir una sèrie d'objectius educatius. Merrill (1991) adverteix que cal fer servir diversos dissenys instructius que permetin assolir les metes d'aprenentatge. Això comporta que el context educatiu, el perfil de l'estudiant i els objectius d'aprenentatge dirigeixen en bona manera el paradigma instruccional emprat en el disseny de l'experiència d'aprenentatge.
En el sentit més específic de la tecnologia educativa, un disseny d'aprenentatge descriu el procés educatiu juntament amb el programari educatiu (courseware) necessari per a crear una experiència d'aprenentatge. El procés educatiu es descriu com un flux d'activitats d'aprenentatge que se solen seqüenciar dins d'un entorn virtual d'aprenentatge. Aquests dissenys d'aprenentatge es poden explicitar en tecnologia educativa usant un llenguatge de disseny d'aprenentatge, anomenat també llenguatge de modelatge educatiu (educational modeling language, EML).

## Fases del disseny d'aprenentatge o instruccional
El disseny d'aprenentatge manté una relació estreta amb altres disciplines de la instrucció. En termes generals, la instrucció preveu cinc activitats importants i cadascuna d'aquestes té una activitat professional ben identificada, amb el propòsit de contribuir en l'enteniment, aplicació i millora dels mètodes òptims amb els quals les persones aprenen. Aquestes cinc disciplines són: 
- Disseny: l'activitat del disseny instruccional s'orienta a dissenyar els mètodes òptims d'instrucció, per generar els canvis volguts en els coneixements, habilitats i competències dels estudiants. L'activitat del disseny instruccional es materialitza en un pla d'instrucció.

- Desenvolupament: l'activitat del desenvolupament instruccional se centra en entendre, millorar i aplicar mètodes per a crear la instrucció. El resultat d'aplicar els processos de creació són els recursos instructius (per exemple, lliçons, pràctiques, lectures, exercicis, i casos d'estudi).

- Implementació: l'activitat d'implementació instruccional es preocupa de posar en pràctica la instrucció desenvolupada en una experiència d'aprenentatge concreta. El propòsit és produir coneixement sobre la implementació dels procediments dissenyats i desenvolupats. És una disciplina que introdueix informació rellevant per a realimentar els dissenys instructius.

- Gestió: l'activitat de la gestió instruccional se centra en gestionar els mètodes i recursos necessaris per a implementar la instrucció. El resultat d'aquesta activitat és l'ús i manteniment d'una implementació instruccional.

- Avaluació: l'activitat de l'avaluació instruccional mira d'entendre i millorar els mètodes implementats, amb el propòsit de determinar l'eficàcia i eficiència de les diferents activitats de la instrucció (per exemple, disseny, desenvolupament, implementació i gestió).

Aquestes cinc disciplines estan molt correlacionades i són interdependents en diverses direccions. El disseny instruccional és una de les principals entrades de la resta de les disciplines. Per exemple, el disseny és l'entrada principal per a la implementació; sense el disseny no es podria crear un entorn d'aprenentatge. A més, amb el disseny i la implementació instruccional s'activen la gestió i l'avaluació posterior. Alhora, el disseny instruccional requereix entrades produïdes per les altres disciplines per a poder dissenyar la instrucció. Per exemple, els mètodes de desenvolupament instruccional són els responsables de construir els dissenys instruccionals.

## Teories del disseny instruccional
En el camp del disseny instruccional s'han proposat abundants models i teories, els quals han permès que els dissenyadors instruccionals implementin escenaris d'aprenentatges eficaços. Per afavorir-ne l'estudi, alguns autors han proposat paradigmes, metamodels i entorns de treball (frameworks) —expressions que han estat emprades com a sinònimes— que en faciliten l'enteniment, anàlisi i avaluació.
Si bé no hi ha un acord universal per a determinar una classificació de teories i models d'instrucció, avui dia hi ha dos paradigmes epistemològics dominants i que tenen influència en els escenaris d'aprenentatge que resulten d'aplicar-los. Segons Jonassen (1991), aquests paradigmes són l'objectivisme i el constructivisme.

### Paradigma objectivista
El paradigma objectivista —representat en les teories de l'aprenentatge del conductisme i cognoscitivisme— manté que el coneixement i la veritat existeixen fora de la ment de les persones i, per tant, són objectius. Aquest paradigma deixa de banda la idea que els estudiants "transformin" o "construeixin" la realitat, la raó o el coneixement, i assumeix que l'aprenent és un element passiu. Per a l'objectivisme, hi ha una realitat amb independència de qui la percep, i les persones són capaces d'accedir a aquesta realitat mitjançant la raó o el coneixement objectiu. Dins d'aquest paradigma, el dissenyador instruccional imposa el contingut i les estratègies d'aprenentatge. Les activitats d'aprenentatge no requereixen ser examinades, perquè s'assumeix que l'aprenentatge existeix si es duen a terme les activitats definides.
Algunes de les teories de disseny instruccional representatives d'aquest paradigma són la teoria dels nou esdeveniments d'instrucció, la teoria de transaccions instruccionals i la de revelació de components.

### Paradigma constructivista
De manera antagònica, el paradigma constructivista assumeix que l'aprenent construeix el seu propi coneixement participant activament en el procés d'aprenentatge. D'acord amb Jonassen (1991), qui aprèn construeix la seva pròpia realitat o, almenys, l'interpreta d'acord amb la percepció que es deriva de la seva pròpia experiència, de tal manera que el coneixement de la persona és una funció de les seves experiències prèvies, les estructures mentals i les creences que utilitza per a interpretar objectes i esdeveniments, i la "realitat" és compartida mitjançant el procés de negociació social. En el constructivisme, la motivació per aprendre s'origina en la resolució de problemes del món real. Els mètodes d'instrucció i els resultats esperats no són fàcils de calcular i d'anticipar, perquè: 
- l'aprenentatge es produeix construint, parcialment, el procés d'aprenentatge mateix;
- els resultats que es produeixen en aquests processos, en alguns casos, són difícils de quantificar (per exemple, les competències de lideratge, treball en grup, resolució de problemes, i esperit emprenedor).

Dins d'aquest paradigma, l'instructor és un intermediari entre els estudiants i l'experiència d'aprenentatge. El dissenyador instruccional promou una experiència d'aprenentatge duradora i reflexiva, emprant tasques que permeten a l'estudiant aplicar el coneixement en condicions semblants a les d'una situació real.
La meta del procés d'instrucció no és ensenyar «trossos» d'informació, sinó proporcionar als estudiants les eines metacognitives necessàries per a crear situacions específiques, i la comprensió apropiada dels problemes a què s'enfronta.

## Del disseny instruccional al disseny tecnopedagògic
Fins fa poc temps, el Disseny Instruccional (DI) i el Disseny Tecnopedagògic (DTP) s'entenien com a fases diferents i seqüencials. No obstant, des de fa ja un temps, no es pot dissociar el disseny d'aprenentatge o pedagògic del tecnològic, així que hom parla de disseny tecnopedagògic.
Segons Coll, citat per Belloch (2013), al disseny tecnoinstruccional o tecnopedagògic s'hi vinculen dues dimensions:
- la dimensió tecnològica, que implica la selecció d'eines tecnològiques adequades al procés formatiu que es vol crear; i
- la dimensió pedagògica, que necessita el coneixement de les característiques dels destinataris (què saben, els objectius,etc.).

## Models de disseny instruccional o tecnopedagògic
Belloch (2013) recull els principals models de disseny d'aprenentatge o disseny instruccional.

### Model de Gagné
Té un enfocament integrador on es tenen en compte alguns aspectes de les teories d'estímul-resposta i de models de processament d'informació.

### Model de Gagné-Briggs
Està basat en un enfocament de sistemes i està format per 14 passos repartits en els nivells de sistema, curs, lliçó i sistema final.

### Model ASSURE
Dissenyat per Heinich, Molenda, Russell i Smaldino (1993), van incorporar els elements del model de Gagné.
- Analyze learners: (analitzar els aprenents)
- State Objetives: (fixar objectius)
- Select media and materials: (seleccionar els mètodes de formació)
- Utilize media and materials (utilitzar els mitjans i materials)
- Require learner participation (exigir la participació dels aprenents)
- Evaluate and revise (avaluar i revisar)

### Model de Dick i Carey
Es basa en el fet que, segons el autors, existeix una relació predictible i fiable entre l'estímul (material didàctics) i la resposta que produeix en l'alumnat (l'aprenentatge dels materials).

### Model de Jonassen
El seu model està basat en un aprenentatge constructivista en què s'emfatitza el paper de l'aprenent en la construcció de coneixement ("aprendre fent") i es basa en:
- l'aprenentatge basat en problemes,
- el mètode de casos,
- l'aprenentatge basat en indagació,
- recursos d'informació.
- eines cognitives,
- eines de col·laboració (comunitats d'aprenentatge), i
- recolzament del context.

### Model ADDIE
El mètode ADDIE està compost de 5 fases no lineals:
- Analysis (anàlisi)
- Design (disseny)
- Development (desenvolupament)
- Implementation (implementació)
- Evaluation (avaluació)